# SZD-59 Acro
SZD-59 er et etsædet svævefly af glasfiber beregnet til akrobatik og strækflyvning. Typen er produceret af PZL Allstar i Bielsko-Biala, Polen.
Typen kan flyves med 13,2m eller 15,0m vingespænd. Skift af vingetipper tager kun få minutter. Med 15m vingetipper kan typen konkurrere i klubklassen, mens det med de korte vinger klarer sig godt i akrobatik-konkurrencer.

## Design
Acroen blev udviklet ud fra SZD-48-3 Jantar Standard i 1990-91, hovedsageligt af Jan Knapik. Kroppen er stort set uændret i forhold til Jantar Standard 3. T-halen er der imod erstattet af en korsformet hale med større rorflader end hos SZD-42-2 Jantar 2.
Typen er designet til at kunne holde til 15.000 timers flyvetid, men er aktuelt kun godkendt til 4.000 timer.

## Producent
Prototypen blev første gang demonstreret under WM i svæveflyveakrobatik i 1991 i Zielona Góra, Polen. Der blev fremstillet 12 eksemplarer af PZL-Bielsko, indtil produktionen blev indstillet i 1996 grundet økonomiske problemer. Allstar PZL Glider Sp. Z. o. o. i Bielsko-Biala i Polen genoptog produktionen i 2004. Det er for tiden den eneste svæveflytype uden akrobatiske begrænsninger, som stadig er i produktion.

## Egenskaber som svævefly
Med et handicap på 100 kan SZD-59 i 15m-konfigurationen en typisk klubklasse-deltager. Med eller uden winglets kan ydelsen forbedres med op til 150l ballast i 15m-udgaven, mens vandballast ikke er tilladt i 13,2m-udgaven.

## Akrobatik
I 13,2m-konfigurationen er Acroen godkendt til ubegrænset akrobatik, mens den med 15m vinger kun må udføre grundlæggende akrobatik.
I internationale konkurrencer dominerer typerne Swift S-1 og MDM-1 Fox, men i regionale konkurrencer har Acroen klaret sig godt.